# Jeffersonville (Nova York)
Jeffersonville és una població dels Estats Units a l'estat de Nova York. Segons el cens del 2000 tenia 420 habitants.

## Demografia
Segons el cens del 2000, Jeffersonville tenia 420 habitants, 162 habitatges, i 92 famílies. La densitat de població era de 395,5 habitants/km².
Dels 162 habitatges en un 25,9% hi vivien nens de menys de 18 anys, en un 46,9% hi vivien parelles casades, en un 6,2% dones solteres, i en un 43,2% no eren unitats familiars. En el 37,7% dels habitatges hi vivien persones soles el 21,6% de les quals corresponia a persones de 65 anys o més que vivien soles. El nombre mitjà de persones vivint en cada habitatge era de 2,25 i el nombre mitjà de persones que vivien en cada família era de 3,05.
Per edats la població es repartia de la següent manera: un 20,7% tenia menys de 18 anys, un 5,5% entre 18 i 24, un 21,7% entre 25 i 44, un 23,1% de 45 a 60 i un 29% 65 anys o més.
L'edat mediana era de 46 anys. Per cada 100 dones de 18 o més anys hi havia 76,2 homes.
La renda mediana per habitatge era de 32.500 $ i la renda mediana per família de 48.125 $. Els homes tenien una renda mediana de 34.219 $ mentre que les dones 22.232 $. La renda per capita de la població era de 17.899 $. Cap de les famílies i el 6,7% de la població estaven per davall del llindar de pobresa.